# Sleeping with the Past
Sleeping with the Past er det 22. studiealbum af den britiske sanger Elton John, udgivet i 1989. Albummet er hans bedst sælgende album i Danmark, og er dedikeret til hans mangeårige sangskriveren Bernie Taupin. Albummet indeholder sangen "Sacrifice", hans første single nåede førstepladsen i Storbritannien. Det var også hans første album certificeret platin siden Too Low for Zero (1983).

## Sporliste
Alle sange er skrevet af Elton John og Bernie Taupin.
| #   | Titel                           | Længde |
| --- | ------------------------------- | ------ |
| 1.  | "Durban Deep"                   | 5:32   |
| 2.  | "Healing Hands"                 | 4:23   |
| 3.  | "Whispers"                      | 5:29   |
| 4.  | "Club at the End of the Street" | 4:49   |
| 5.  | "Sleeping with the Past"        | 4:58   |
| 6.  | "Stones Throw from Hurtin'"     | 4:55   |
| 7.  | "Sacrifice"                     | 5:07   |
| 8.  | "I Never Knew Her Name"         | 3:31   |
| 9.  | "Amazes Me"                     | 4:39   |
| 10. | "Blue Avenue"                   | 4:21   |

## Musikere
- Elton John – piano, keyboard, vokal, baggrundsvokal
- Guy Babylon – keyboard
- Vince Denham – saxofon
- Davey Johnstone – guitar, baggrundsvokal
- Fred Mandel – guitar, keyboard, orgel
- Jonathan Moffett – trommer
- Romeo Williams – basguitar
- Marlena Jeter – baggrundsvokal
- Natalie Jackson – baggrundsvokal